# وليام سافاير
وليام سافاير (بالإنجليزية: William Safire)‏ (17 ديسمبر 1929 - 27 سبتمبر 2009) كاتب العمود، وصحفي، وكاتب من الولايات المتحدة الأمريكية ولد في مدينة نيويورك.

## جوائز
حصل على جوائز منها وسام الحرية الرئاسي.

## روابط خارجية
- وليام سافاير على موقع الموسوعة البريطانية (الإنجليزية)
- وليام سافاير على موقع إن إن دي بي (الإنجليزية)